# Anthoula Stathopoulou-Vafopoulou
Anthoula Stathopoulou-Vafopoulou (en griego, Ανθούλα Σταθοπούλου-Βαφοπούλου, Salónica, 1908 – Salónica, 16 de abril de 1935) fue una poeta y dramaturga griega. Tomó su segundo apellido en 1931 tras su boda con el también poeta Georgios Vafopoulos.

## Biografía
Nació en Salónica en 1908. En su adolescencia asistió a la Escuela Superior de Niñas y a la Escuela Francesa. En 1924, con tan sólo 15 años, conoció al poeta Georgios Vafopoulos, con quien se casaría más tarde en 1931: tenía entonces 22 años y él 28. Durante un corto periodo de tiempo trabajó en el Ayuntamiento de Salónica. Más tarde se matriculó en la Escuela de Arte Dramático del Conservatorio de Salónica.
Sus primeras obras literarias, poemas y obras de teatro, aparecieron por primera vez en revistas literarias de Salónica (Makedonikes Imeres) y Atenas (Nea Estia). En 1932 publicó su único libro de poemas, titulado Noches de insomnio [Νύχτες αγρύπνιας]. Sus obras de teatro se representaron en la Escuela de Arte Dramático del Conservatorio de Salónica, dirigido por Takis Mouzenidis. Murió de tuberculosis, al igual que otros grandes poetas de esa época como María Polydouri o Minos Zotos, a la edad de veintiséis años.
Al poco tiempo de su muerte Telos Agras publicó una reseña de su libro de poemas en Nea Estia. Sus textos fueron recogidos por su marido tras su muerte en 1936 en un volumen titulado Obras [Έργα], con un prólogo de Grigorios Xenopoulos, que fue reseñado en Nea Estia por Kleon Parasjos.

## Obra

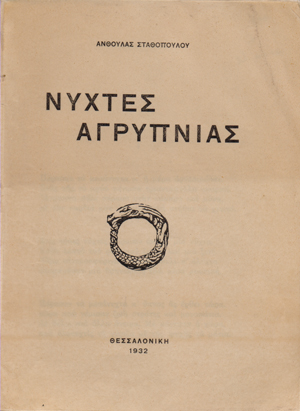
Noches de insomnio (1932).

### Poesía
- Noches de insomnio [Νύχτες αγρύπνιας] (1932)

En sus cincuenta y cinco poemas la colección irradia sensibilidad, la sensación de soñar despierto y la tristeza romántica del poeta. En su lírica, usando preguntas retóricas y símiles, transfiere una gran carga emocional al lector.

### Obras completas
- Obras [Έργα· Ποιήματα – Διηγήματα - Δράματα] (1936)